# Cromossomos plumosos

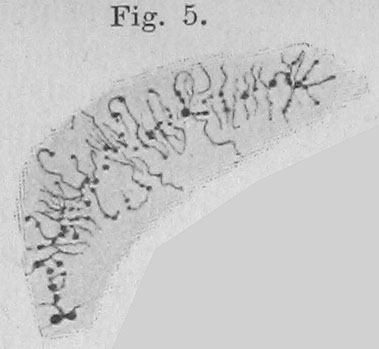
Cromossomo plumoso

Cromossomos plumosos  da maioria dos animais, exceto mamíferos, foram descritos pela primeira vez por Walther Flemming em 1882. Os cromossomos plumosos de anfíbios com cauda e sem cauda, pássaros e insetos são bem descritos.   Os cromossomos  possuem aparência de pluma durante o estágio de diplóteno da prófase I meiótica devido a uma transcrição ativa de muitos genes. Eles são semi-bivalentes meióticos altamente estendidos, cada um consistindo de 2 cromátides irmãs. Os cromossomos plumosos são claramente visíveis mesmo no microscópio de luz, onde são vistos organizados em uma série de cromossomos com grandes laços de cromatina estendidos lateralmente. Os cromossomos plumosos de anfíbios e aves podem ser isolados micro cirurgicamente do núcleo do oócito (vesícula germinativa) com uma pinça ou agulhas. 
Cada alça lateral contém uma ou várias unidades de transcrição com matriz RNP polarizada revestindo o eixo do DNA da alça.  
Cromossomos gigantes na forma de pluma são modelos úteis para estudar a organização cromossômica, a função do genoma e a expressão gênica durante a prófase meiótica, uma vez que permitem que as unidades de transcrição individuais sejam visualizadas. Além disso, os cromossomos plumosos são amplamente utilizados para mapeamento de alta resolução de sequências de DNA e construção de mapas citológicos detalhados de cromossomos individuais.